# Tomás Travi
Tomás Juan Travi (Buenos Aires, 2 de junio de 1894; Roma, 25 de octubre de 1961). Sacerdote jesuita. Ordenado en 1924. El Padre Travi ocupó sucesivamente varios cargos de importancia en la Compañía de Jesús.   
Fue Superior Provincial de la Provincia Argentino Chilena. Con motivo de la Segunda Guerra Mundial fue Visitador, con facultades extraordinarias, de las Provincias de lengua castellana de Latinoamérica (exceptuando a México). En 1946 fue nombrado Asistente de la Compañía para América Latina. Cuando en 1956 esta provincia fue dividida, el Padre Tomás Travi fue encargado de representar a la provincia meridional. Trajo de regreso a América el relicario con el corazón de San Roque González de Santa Cruz.  

## Primeros años
Hijo único de Santiago Travi (italiano, 1862-1915) y de María Alaria Costa (criolla 1870-). Fue bautizado el 18 de julio de 1894 en la parroquia Nuestra Señora de Monserrat de la ciudad de Buenos Aires por el Padre Francisco Yanicelli. Su padre, luego de trabajar por algún tiempo como dependiente, estableció un almacén al menudeo en Alsina 500 (esquina con San José 101), en el populoso barrio de Monserrat.
Fue fundamental en la definición de su vocación su tío político Juan Brèthes, ex lasaliano y profesor en el Colegio Del Salvador por más de treinta años.
En 1906, con doce años, fue admitido en el Seminario Conciliar de Villa Devoto en calidad de alumno y el 1 de abril de 1908 ingresó en la Compañía de Jesús. 
Realizó su noviciado en Córdoba, prosiguiendo sus estudios en España.
El Juniorado lo inició en Gandía (1910), continuándolo luego en el Monasterio de Santa María de Veruela (1911 a 1914).
También en Veruela realizó sus estudios de Filosofía, entre 1914 y 1917.
La experiencia del Magisterio la realizó en el Seminario de Villa Devoto en Buenos Aires, entre 1918 y 1921. 
De regreso a España, hizo dos años de Teología en el Colegio Máximo de Tortosa y dos en el Colegio Máximo de San Ignacio (Sarriá, Barcelona).
El 25 de julio de 1924 fue ordenado sacerdote. Se unió definitivamente a la Compañía de Jesús en 1927, haciendo profesión solemne de fe en Barcelona, el 16 de agosto.
Obtenido el Doctorado en Derecho Canónico en la Universidad Gregoriana de Roma, fue profesor de esta materia en el Seminario de Villa Devoto de la ciudad de Buenos Aires, entre 1928 y 1930.

## El Corazón de San Roque
En 1928 se cumplió el tercer centenario del martirio del Padre Roque González de Santa Cruz y de sus compañeros, los Padres Alfonso Rodríguez y Juan del Castillo en Caaró (localidad cercana a Caibate, Río Grande do Sul, Brasil).  
Su corazón (que permaneció incorrupto pese a las llamas que consumieron los restos de los misioneros) fue llevado a Roma en 1634, junto con el hacha de piedra con que los habían ultimado, y conservado cuidadosamente en la Capilla de las Reliquias. 
El Padre General de la Compañía de Jesús dispuso que el Padre Travi trajera de regreso a América el preciado tesoro protegido por un hermoso relicario de 1698. Cuando llegó a Buenos Aires, gran cantidad de fieles aguardaban para contemplar la sagrada reliquia que fue depositada en la sacristía de la Iglesia del Salvador. Luego fue llevada en a varias ciudades  del interior, entre ellas Corrientes. Travi permanecía custodiándola día y noche ante la constante afluencia de público que hacia fila para poder admirarla personalmente.
Más tarde, ocupó un puesto de honor en un altar lateral en la Iglesia del Salvador y en 1960 se trasladó al Paraguay. Actualmente está expuesto en la Capilla de los Mártires en el colegio de Cristo Rey, Asunción.
El 13 de noviembre de 1928, el P. Postulador General de las Causas de la Compañía de Jesús en Roma, P. Carlos Miccinelli S.J., nombró por decreto al P. Travi como Vicepostulador de la Causa de los Mártires de Caaró. Participó en Roma en el examen anatómico del corazón de Roque González. 
Finalmente, en enero de 1934 los tres padres jesuitas fueron beatificados.

## Primer Rector del Colegio Máximo San José
Hacia 1926 comenzó a gestarse el proyecto de construir un Colegio Máximo en San Miguel, provincia de Buenos Aires, haciéndose efectiva la aprobación de la Santa Sede en 1929. Concluida satisfactoriamente la obra, en sus aulas comenzó a estudiarse Filosofía, Teología y Ciencia, es decir los Estudios Superiores . 
Las clases comenzaron el 8 de marzo de 1931 siendo el Padre Travi su primer rector.
La inauguración solemne se realizó el 21 de junio de 1931, fiesta de San Luis Gonzaga. En diciembre de 1932, la Sagrada Congregación de Estudios de la Santa Sede concedió al Colegio Máximo San José la facultad de otorgar el grado de Doctor, tanto en Teología como en Filosofía, según las últimas normas de la Constitución Pontificia Deus scientiarum Dominus.
En sus claustros estudió el Papa Francisco S.J. y al cumplirse los cincuenta años de su creación (junio de 1981) le correspondió encabezar las celebraciones en sus funciones de rector de la institución.

## Provincial de la Provincia Argentino Chilena
El P. Tomás Travi fue nombrado Provincial de la Prov. Argentino-Chilena el 31 de mayo de 1936, en sustitución del Padre Parola. Ejerció el cargo por diez años. Bajo su dirección se llevaron a cabo numerosos emprendimientos, entre ellos la puesta en valor de las antiguas misiones y colegios jesuitas.
En julio de 1937 se celebró en la ciudad de Buenos Aires el II Congreso Internacional de Historia Americana. Travi solicitó a varios reconocidos jesuitas que participaran en las sesiones y profundizaran el conocimiento de la historia de la Compañía de Jesús en América. En ese contexto se presentó una colección de piezas artísticas de las misiones guaraníes y se anunció la reconstrucción de la reducción de San Ignacio Guazú.
El 14 de mayo de 1941, la Comisión Nacional de Museos, Monumentos y Lugares Históricos declaró a la antigua Estancia de Jesús María Monumento Histórico Nacional, comenzando las obras de restauración del predio. Cuatro años después el Prof. Ricardo Levene, presidente de la mencionada Comisión, propuso al Padre Travi integrar un museo a la estancia para exhibir en él una colección de objetos religiosos y mantener viva la historia de la Compañía de Jesús.
El Padre Travi aceptó prontamente el ofrecimiento y encomendó la tarea a tres renombrados sacerdotes jesuitas: P. Guillermo Fürlong, P. Pedro Grenón y P. Oscar Dreidemie. Este último se convirtió posteriormente en el primer director del museo. 
En mayo de 1946 se concluyó la primera parte de las obras de restauración de la Estancia y en ella se instaló el Museo Jesuítico Nacional de Jesús María.  
Desde principios del siglo XX se había tomado conciencia sobre la importancia de preservar este antiguo legado de los misioneros. Con respecto a los terrenos de la Estancia de Jesús María se señalaba: "...En "Agua Mansa", el murmurar de la acequia hace música a un viejo nogal que unas manos sabias y respetuosas de lo antiguo y de lo genuinamente argentino han sabido preservar de las inclemencias de los hombres armados de hachas..."
Las manos sabias a las que hace referencia el texto eran las de Pedro Caride Massini, antiguo alumno del Colegio del Salvador y cercano amigo del tío de Travi, el prof. Juan Brèthes, que en las tierras de la antigua estancia había conservado un nogal centenario de la antigua misión jesuita.   
Continuando con la temática histórica, correspondió al padre Travi solicitar y obtener de la Comisión Nacional de Museos el traslado a Córdoba de la lápida sepulcral del Obispo Trejo y Sanabria, tarea asignada al Padre Avelino Gómez Ferreira S.J.

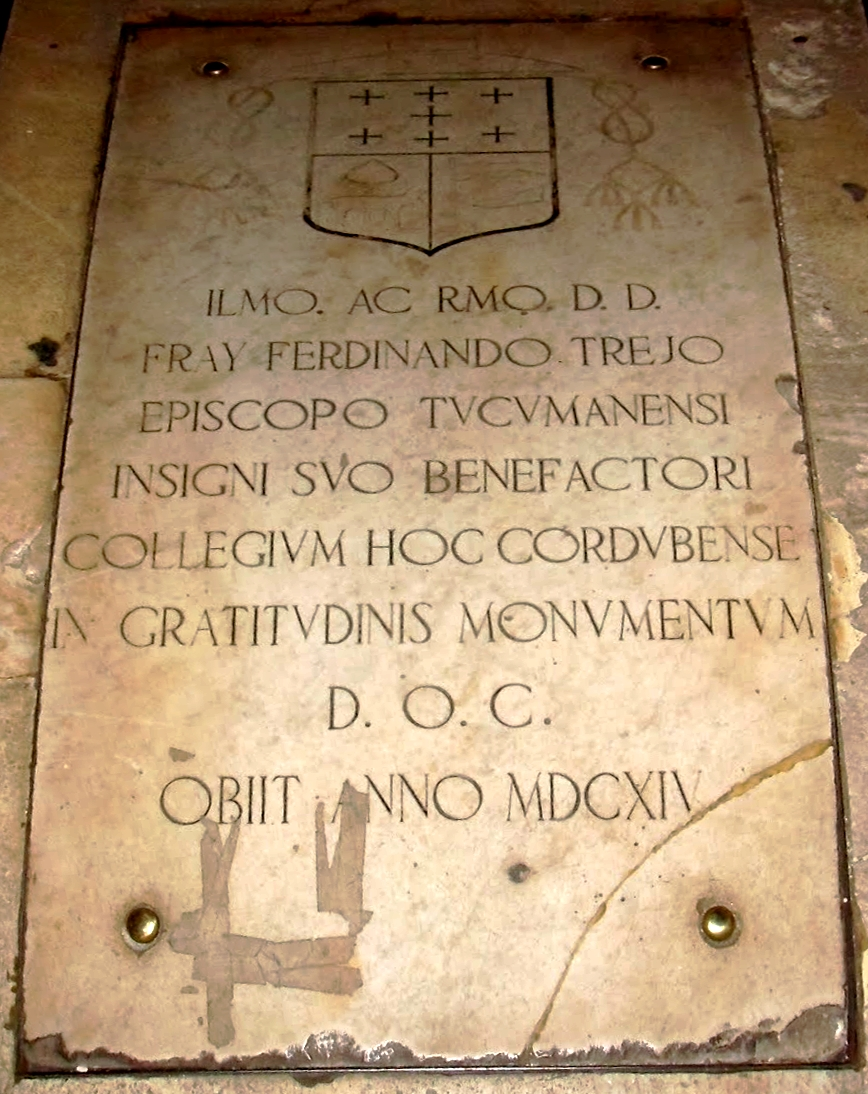
Lápida del Oblspo de Trejo y Sanabria

## Cuestiones de Familia
A pesar de la intensa actividad realizada por Tomás Travi en el ámbito de la Compañía, no olvidó los lazos que lo unían a su familia. En 1937 el canciller Saavedra Lamas encomendó a su primo, el Doctor Carlos Rossi Belgrano una misión en la Europa de preguerra. El padre colaboró enormemente con la tarea. A través de los hermanos Narciso Baguña y Morant S.J., Rossi Belgrano obtuvo una entrevista con el Papa. 
Era también necesario obtener una autorización especial para poder recorrer los hospitales de la Rusia comunista. El padre Travi coordinó en Ginebra una reunión con Luis Podestá Costa, que era por entonces el principal representante de la Argentina en la Liga de las Naciones y se encontraba en las conferencias por el desarme mundial. Gracias a estas gestiones, la misión fue exitosa. 

## Asistente de América Latina
En la XXIX Congregación General de la Compañía de Jesús, el P. Travi fue elegido Asistente de América Latina el 23 de septiembre de 1946.   
Con gran energía se dedicó a impulsar la actividad, sobre todo educativa, en la amplia jurisdicción que tenía asignada. Una de sus primeras iniciativas consistió en proponer la realización de una revista que reuniera las publicaciones de las distintas Provincias jesuitas, nació de esta forma la Revista Latinoamericana.
En 1947 realizó una gira visitando los países que la integraban. Del 30 de julio de al 2 de octubre de dicho año, recorrió la provincia mexicana con el fin de conocerla y darse cuenta de la actividad de los padres y de su forma de trabajo. Allí se preocupó por intensificar la actividad del Seminario de Moctezuma y la de las universidades de Guadalajara y México. También se interesó por impulsar la beatificación de los ocho jesuitas mártires de Tepehuanes.
En Nicaragua apoyó al Ing. Alberto Chamorro Benard para la fundación de la UCA centroamericana, y le abrió las puertas de Roma consiguiendo la bendición del Papa Pío XII al proyecto.
En 1952 entró a escondidas a Guatemala, ya que desde los gobiernos liberales de Justo Rufino Barrios y luego el de José María Reyna Barrios los jesuitas habían sido expulsados del país. Allí inauguró un colegio llamado San Francisco de Sales. 

## División de la Asistencia Regional (1954)
En 1954 se dividió la Provincia Latino Americana en dos provincias: 
- Provincia Latino Americana Meridional
- Provincia Latino Americana Septentrional.

En la primera continuó como Asistente el P. Tomás Travi, y para la Septentrional fue nombrado el Padre Alberto Moreno, de la Provincia Colombiana. 
Siguiendo la costumbre de que cada Asistencia veneraba a algún Santo o Beato como Patrono especial, se nombró para la Asistencia de América Latina Meridional al, por entonces, Beato Roque González de Santa Cruz y compañeros mártires, como Protectores. En tanto a la Septentrional se le asignó a San Pedro Claver S.J., Apóstol de los negros.

## Algunas discrepancias
La actividad del Padre Travi se desarrolló en un período de extraordinaria conflictividad que abarcó desde la Segunda Guerra Mundial hasta las tensiones políticas que le siguieron luego y se manifestaron en la Guerra Fría. En el campo religioso estos sucesos tuvieron su lógico correlato que se hizo patente a través del Concilio Vaticano II. 
La tarea de Travi se caracterizó por ser dialoguista y conciliadora. En 1947 aceptó que el padre Töhötom Nagy se integrara a la Provincia Argentina, luego de ser expulsado de Hungría, autorizándole incluso la enseñanza del Kalot en el Colegio Máximo de San José.
No obstante, algunos desencuentros fueron inevitables:
- San Alberto Hurtado: las ideas del Padre Hurtado alarmaron al Padre Camilo Crivelli, antecesor de Travi en la función de Asistente para América Latina. Señala Samuel Fernández que los problemas surgidos "...son una manifestación de un conflicto más amplio provocado por el encuentro de dos teologías diversas en su modo de valorar las realidades terrenas y en su manera de comprender la obediencia religiosa...".[19] Travi intentó mantener al Padre Alberto dentro de los parámetros que consideraba más adecuados para servir en la Compañía y esto derivó en cierta tensión entre ellos.
- Leonardo Castellani: el espíritu rebelde del padre Castellani causó muchas preocupaciones a Travi. Se presentó como candidato a diputado sin superior permiso, publicó obras censuradas y originó todo tipo de conflictos. Tanto Travi como Moglia fueron muy tolerantes con él, "...debe destacarse aquí que Travi, Rector del Colegio Máximo y futuro Provincial de la Compañía, personaje destinado a tener gran importancia en la vida de Castellani, se interesó muy especialmente en el caso y se deduce a las claras de sus diarios que se mostró más interesado que Parola en «proteger» a nuestro profesor..."[20] Sin embargo los conflictos continuaron, tal vez en ellos encontraba Castellani la inspiración que necesitaba para su realizar su obra.

## Fallecimiento
En 1961 el padre Travi se encontraba trabajando en Roma en un nuevo proyecto.
Se habían cumplido cien años de la fundación del Colegio Pío Latino, obra de Monseñor José de Eyzaguirre. Para que los estudiantes latinoamericanos dispusieran de mayores comodidades propuso a Pio XII la construcción de un nuevo colegio en los suburbios de la ciudad. La obra fue elogiada tanto por este Papa como por Juan XXIII, su sucesor. Se decidió trasladar al Colegio a la Villa Maffei, localizada en Vía Aurelia 511.

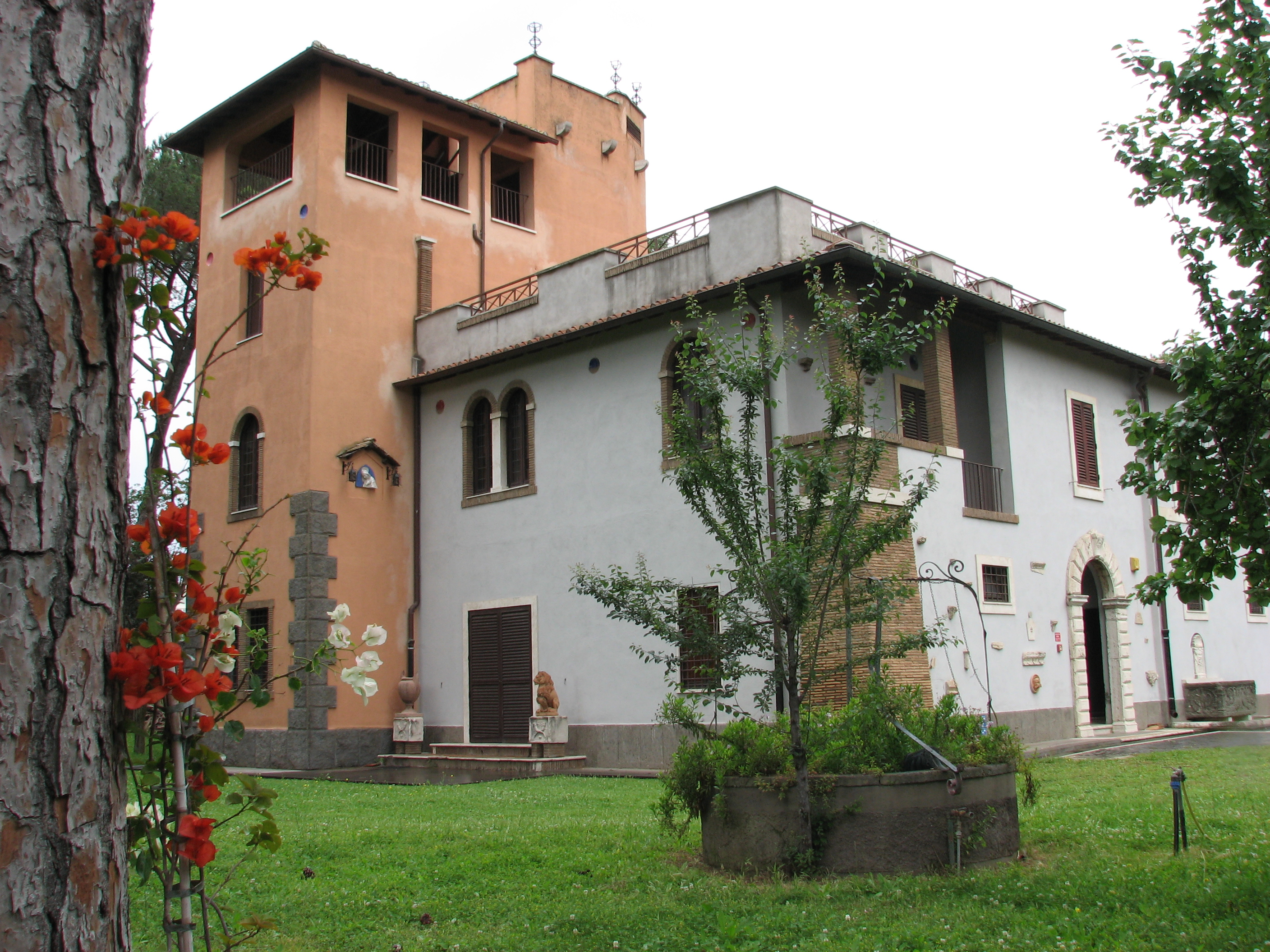
Biblioteca, exterior.

La piedra fundacional, extraída de las grutas vaticanas, había sido bendecida el 12 de diciembre de 1960 por Juan XXIII con la asistencia del cuerpo diplomático de América Latina. Travi se encontraba en plena actividad abocado a la obra cuando falleció víctima de una crisis cardíaca el 24 de octubre de 1961.
Luego de su muerte se cumplió su ansiado proyecto. El edificio fue inaugurado solemnemente por el Papa Pablo VI el 30 de noviembre de 1963. En su mensaje, el Papa se refirió venturosamente sobre la nueva sede, destacándola como más saludable y de mayor recogimiento, por su mayor distancia al bullicio de la ciudad.